# Google Trends
Google Trends ist ein Onlinedienst von Google, der Informationen darüber bereitstellt, welche Suchbegriffe von Nutzern der Google Suche wie oft eingegeben wurden. Die Ergebnisse werden ins Verhältnis zum gesamten Suchaufkommen gesetzt und sind in wöchentlicher Auflösung seit 10. Mai 2006 für die gesamte Welt oder einzelne Regionen verfügbar. Mit Hilfe von Google Trends ist es dem Nutzer dabei möglich, bis zu 5 Suchbegriffe bzw. Suchthemen direkt miteinander zu vergleichen. Das relative Suchinteresse wird dabei normiert, wobei der Wert 100 das höchste Suchinteresse repräsentiert. Ausgegeben werden von Google Trends entsprechend ganzzahlige Werte für das relative Suchinteresse zwischen 0 und 100 (bzw. der Hinweis Wert < 1). Der Dienst Google Insights for Search mit erweitertem Funktionsspektrum ging am 5. August 2008 online und wurde am 27. September 2012 in Google Trends integriert.
Mit Hilfe von Google Trends lässt sich die Popularität einzelner Begriffe im Zeitablauf analysieren, was Rückschlüsse auf sich formierende Trends in der Gesellschaft erlaubt. Unter anderem wurden insbesondere die mit Grippe in Verbindung stehenden Suchbegriffe zur Vorhersage der Ausbreitung von Grippeerkrankungen in der Bevölkerung genutzt. Da die relative Häufigkeit von bestimmten Suchbegriffen sehr stark mit dem Anteil Influenza-bedingter Arztbesuche korreliert, kann ein wöchentlicher Schätzwert für Grippefälle veröffentlicht werden. Es konnte darüber hinaus gezeigt werden, dass eine Korrelation zwischen Suchanfragen nach Unternehmensnamen und deren Transaktionsvolumina an der Börse existiert.